# Grande Chiesa di San Martino
La Grande Chiesa di San Martino è una delle dodici grandi chiese romaniche di Colonia.

## Descrizione
La chiesa si trova nel centro storico ed è circondato da edifici residenziali e commerciali degli anni settanta e ottanta. Fino alla secolarizzazione del 1802 la chiesa era la chiesa dell'omonima abbazia benedettina. La Basilica a tre navate con il suo Coro a forma di trifoglio e la Crociera, sormontata da una torre quadrata di con quattro torri angolari è uno dei punti di riferimento più suggestivi nel panorama della città sulla riva sinistra del Reno.
La designazione "grande" di San Martino la distingue dalla chiesa del mercato notevolmente più piccola e forse più antica, dedicata anche a San Martino, di cui si è conservata solo la torre e che è conosciuta come "piccola" San Martino.

## Storia
La basilica fu costruita nel XII secolo nella Rheinvorstadt, un'ex isola del Reno, sulle fondamenta di edifici romani. Per diversi secoli è stata la chiesa abbaziale dell'omonimo monastero benedettino; dopo la secolarizzazione del monastero del 1802, nel XIX secolo e poi nel XX secolo, la chiesa venne utilizzata come chiesa parrocchiale.
Gli attacchi aerei, durante la seconda guerra mondiale. hanno devastato la chiesa. La torre è stata ricostruita fino al 1965. I lavori di ricostruzione sono proseguiti fino al 1985. La chiesa fu consacrata 40 anni dopo la fine della guerra.
Dal 2009, la chiesa, aperta ai credenti e ai visitatori, è stata affidata ad un nuovo ordine, la Fraternità monastiche di Gerusalemme, sia maschile che femminile, fondata nel 1975.

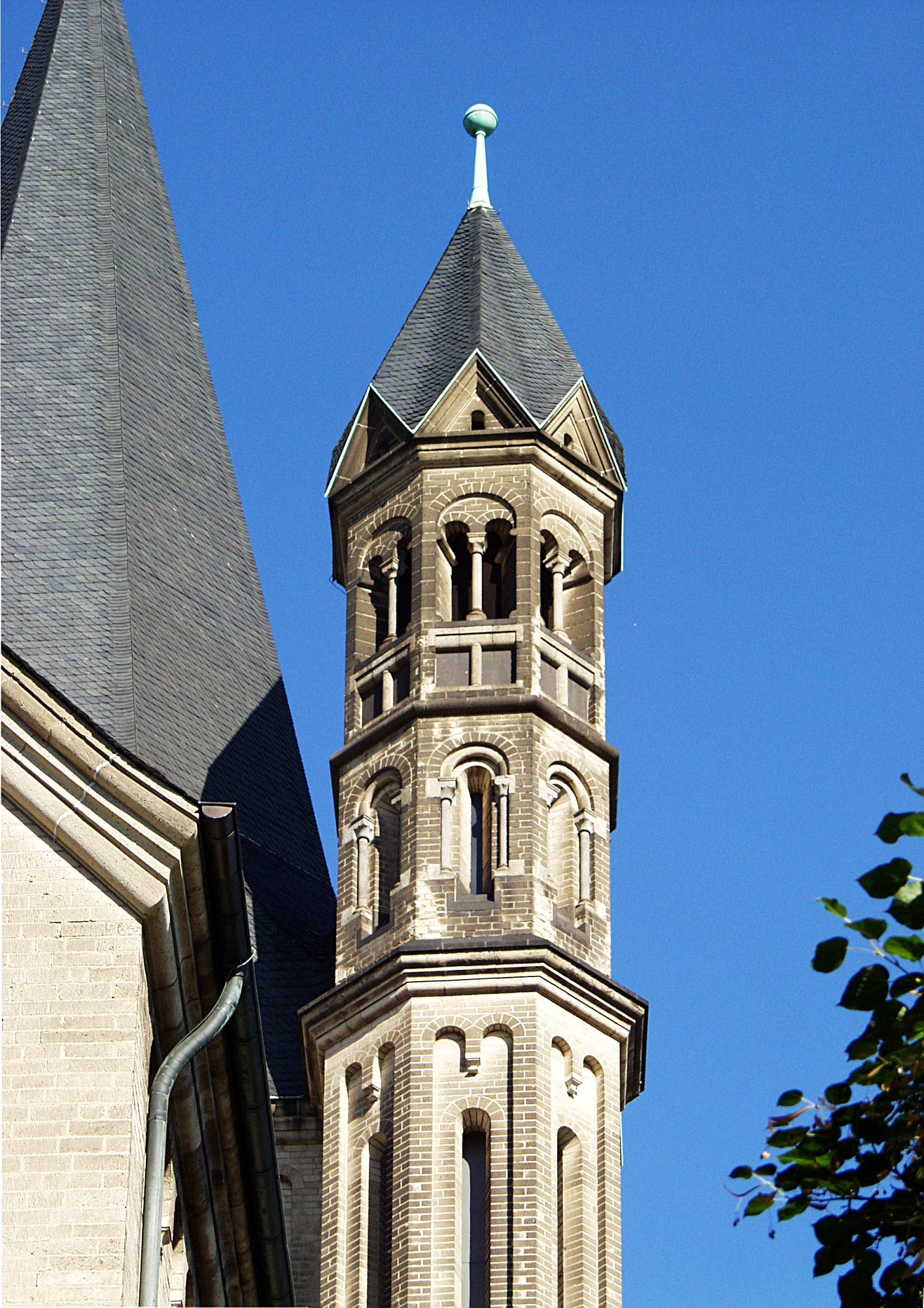
torre di Sud-ovest
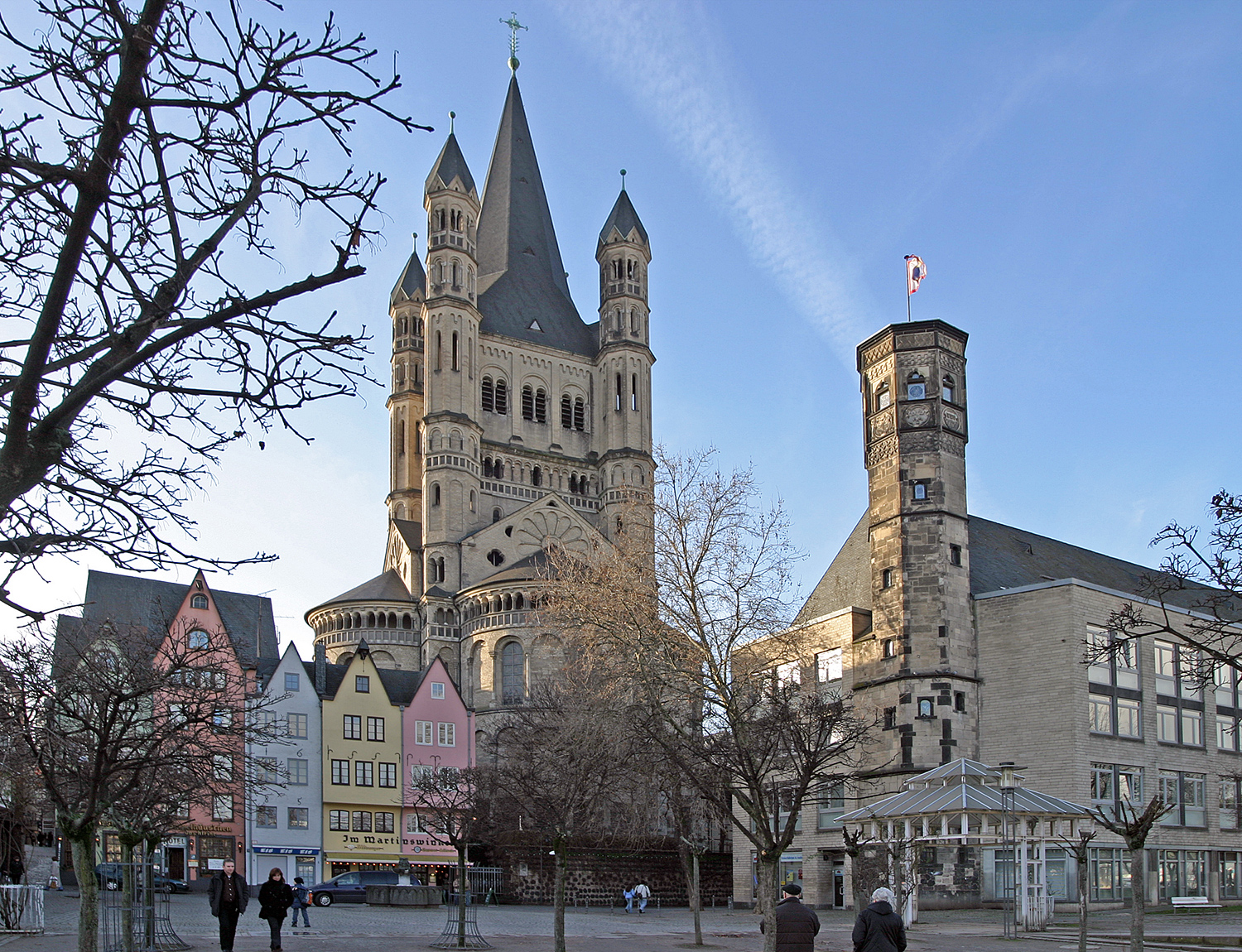
Torre della chiesa e mercato del pesce
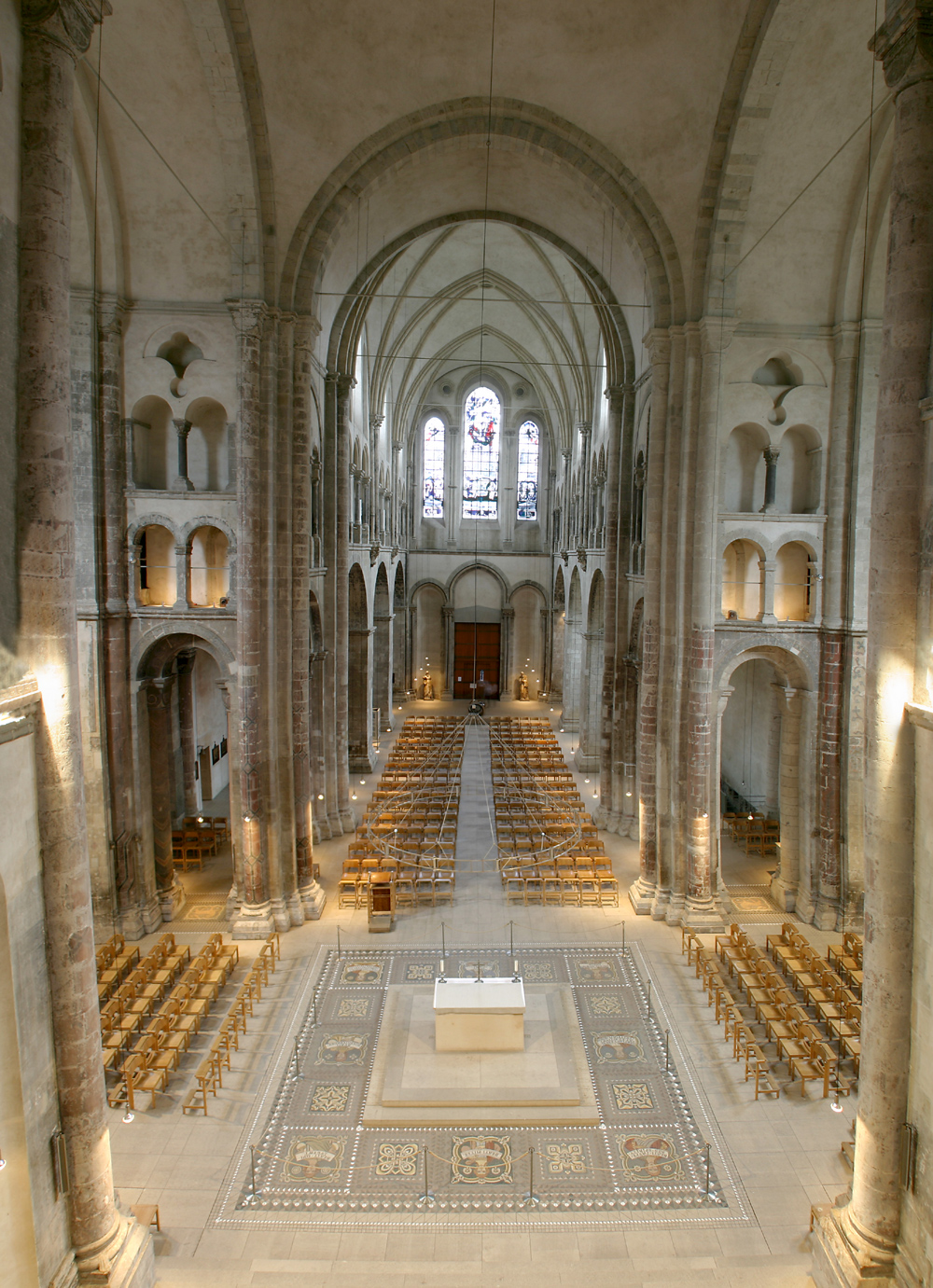
Navata della chiesa
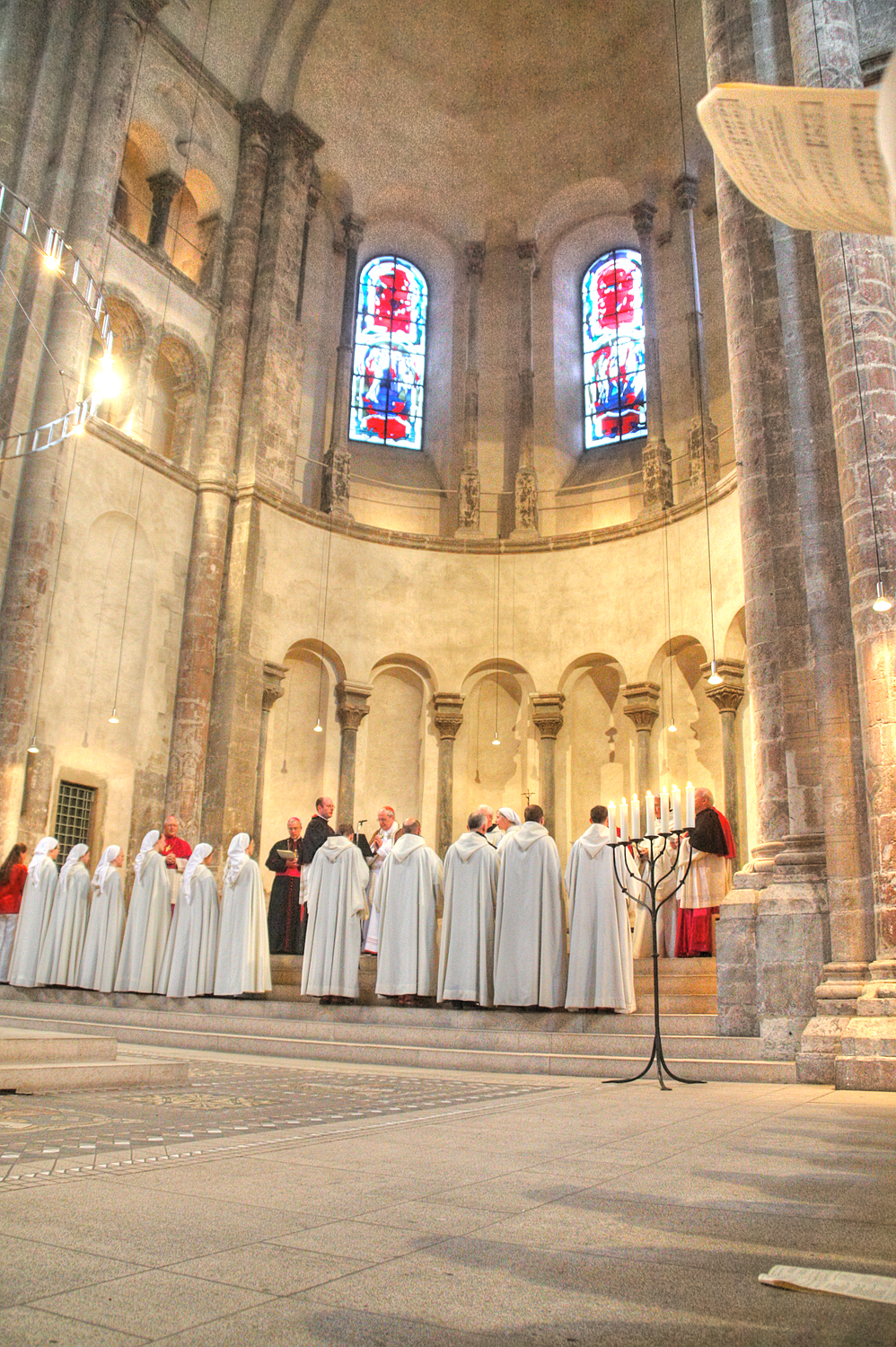
monaci e monache della Fraternità monastiche di Gerusalemme